# Nagrzewnica
Nagrzewnica – urządzenie służące do ogrzewania powietrza.  

## Podział nagrzewnic
- Ze względu na przeznaczenie:
  - n. pomieszczeniowe - stosowane w pomieszczeniach/domach
  - n. samochodowe - stosowane w samochodach
  - n. przemysłowe - stosowane w procesach produkcyjnych, itp.

- Ze względu na budowę:
  - stacjonarne
  - mobilne
  - wiszące
  - wbudowane w zespół maszyn

- Ze względu na rodzaj paliwa:
  - nagrzewnice olejowe (zasilane olejem opałowym, ropą lub mazutem
  - nagrzewnice elektryczne (zasilane energią elektryczną)
  - nagrzewnice wodne (zbudowane na bazie wymiennika wodnego uzyskujące ciepło z cieczy płynącej przez wymiennik)
  - nagrzewnice na paliwa stałe (węgiel, drewno, koks, pelet, itp.)
  - nagrzewnice gazowe (gaz ziemny lub LPG)

## Budowa i działanie
Sposób działania nagrzewnicy uzależniony jest od jej rodzaju.
Nagrzewnice olejowe to takie, w których źródłem ciepła jest z reguły olej opałowy, który wtryskiwany poprzez dyszę paliwową do komory spalania podgrzewa przepływające przez nagrzewnicę powietrze. Nagrzewnice olejowe wymiennikowe posiadają wymiennik, czyli paliwo spalane jest w zamkniętej komorze spalania, a powietrze jest ogrzewane poprzez wymiennik ciepła. Nagrzewnice olejowe bezwymiennikowe nie posiadają wymiennika i powietrze przepływające przez nagrzewnicę ogrzewane jest bezpośrednio przez płomień ze spalanego paliwa. Różnica jest zasadnicza: nagrzewnice wymiennikowe posiadają zamkniętą komorę spalania i odprowadzenie spalin na zewnątrz, przez co spaliny są odseparowane od ogrzewanego powietrza, a w nagrzewnicach bezwymiennikowych podgrzewane powietrze łączy się ze spalinami. 
Nagrzewnice gazowe mają identyczną zasadę działania jak olejowe lecz czynnikiem cieplnym zamiast oleju jest gaz. Nagrzewnice gazowe na propan-butan wytwarzają czyste i ciepłe powietrze. Proces spalania zachodzi w otwartej komorze spalania, powietrze zasysane przez wentylator jest ocieplane a następnie wydmuchiwane z nagrzewnicy. Nie wymagają one kominów, należy jedynie zapewnić dopływ powietrza, aby umożliwić prawidłowe spalanie. Najnowsze modele posiadają pokrętła umożliwiające płynną regulację mocy, dzięki czemu można ograniczyć zużycie gazu do potrzebnego minimum.
Nagrzewnice elektryczne wyposażone są w grzałki, które nagrzewają się, a ciepłe powietrze wdmuchiwane jest do pomieszczenia za pomocą wydajnego wentylatora. Nagrzewnice elektryczne pracują w kilku trybach, gdzie sami możemy ustawić odpowiednią moc grzewczą.

## Zastosowanie
Poza zastosowaniem samochodowym, nagrzewnice wykorzystuje się do ogrzewania pomieszczeń o zróżnicowanych powierzchniach np. magazynów, hal, szklarni, obiektów inwentarskich, placów budów w trakcie realizacji, warsztatów, stacji diagnostycznych i wulkanizatorskich, a także namiotów i kościołów. Stosuje się je również tam, gdzie instalacja grzewcza nie może zostać założona lub uległa uszkodzeniu. Głównymi zaletami tego rodzaju ogrzewania są możliwość natychmiastowego rozpoczęcia pracy, prostota użycia, duża dostępność paliwa, a także łatwość ich serwisowania.